# Toledo
Toledo este un oraș în provincia Toledo, din comunitatea autonomă Castilia-La Mancha, Spania.
Toledo (din latină: Toletum; în arabă: Tulaytulah; în iudeo-spaniolă: Toldoth; în mozarabe: Tolétho) este un oraș care se găsește în centrul Spaniei, capitala provinciei cu același nume și făcând parte din provincia autonomă Castilla-La Mancha. Orașul este situat pe marginea dreaptă a râului Tajo, pe o colină de 100 m altitudine față de râu.
A fost, de asemenea, locul unor importante evenimente istorice, cum ar fi Consiliile vizigotice de Toledo.
Toledo, o dată a servit drept capitală vizigotică a Spaniei, începând cu Liuvigild (Leovigild), și a fost capitală, până ce Maurii au cucerit Iberia în secolul alVIII-lea. Sub Califatul din Cordoba, Toledo s-a bucurat de o epocă de aur. Această perioadă extinsă este cunoscută sub numele de La Convivencia, adică de co-existența unor evrei, creștini și musulmani. Sub conducerea arabă, Toledo a fost numit Tulaytulah (în arabă : طليطلة).
Pe 25 mai 1085 Alfonso VII din Castilla a recucerit Toledo și a stabilit un control personal asupra orașului mauritan care a fost ca un tribut și a reprezentat sfârșitul Regatului Medieval Taifa de Toledo.
Toledo era cunoscut pentru producțiile de oțel și în special de săbii.
Când Philip al II-lea a mutat curtea regală de la Toledo la Madrid în 1561, vechiul oraș a ajuns la un declin din care nu și-a mai revenit.
Alcazarul din Toledo a fost renovat în secolele al XIX-lea și al XX-lea ca o academie militară. La izbucnirea Războiului Civil Spaniol în 1936, Alcazarul din Toledo a fost asediat de forțele Republicane, rezistând cu succes acestor atacuri.
Orașul Toledo a fost declarat Patrimoniu Mondial de UNESCO în 1986, pentru o scară largă a patrimoniului cultural și monumental ca una dintre fostele capitale ale Spaniei și locul de coexistență a culturilor crestină, evreiască și mauritană. Mulți oameni celebri și artisti s-au născut sau au trăit în Toledo, inclusiv Al-Zarqali, Garcilaso de la Vega, Alfonso X și El Greco.
Începând cu anul 2007, orașul are o populație de 78618 și o suprafață de 232.1 km ² (89,59 mile pătrate).

## Clima

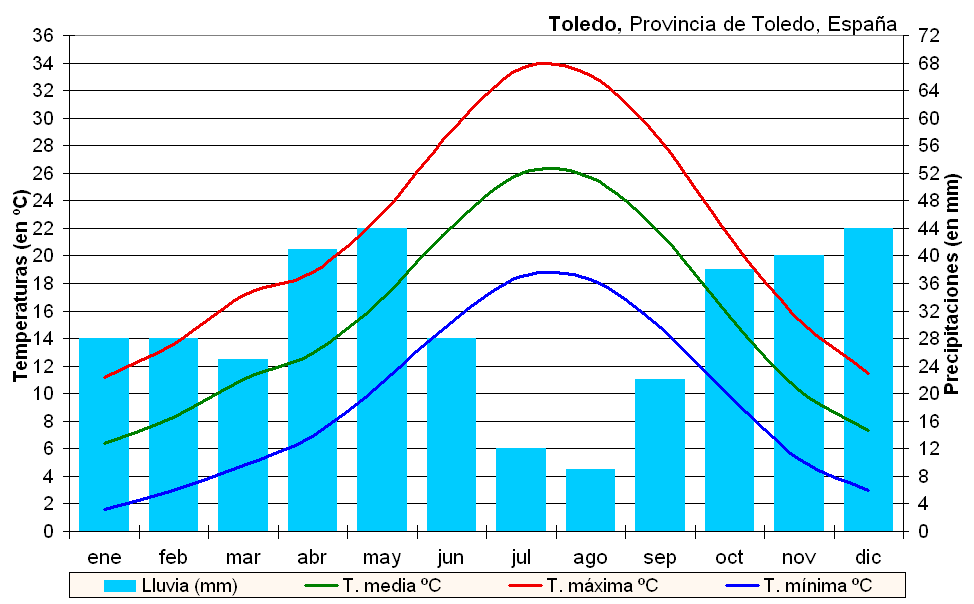
Variația temperaturii și precipitațiilor din Toledo în cursul unui an mediu

Toledo are o climă mediterană cu tendințe continentale, precipitații puține care se concentrează primăvara și la sfârșitul toamnei, cu secetă în timpul verii și mari oscilații zilnice de temperatură. Temperaturile sunt răcoroase iarna, cu dese înghețuri, dar mai mici decât în alte regiuni din provincie, temperaturile vara depășesc în anumite ocazii 40 °C.

## Populația
Factori cum ar fi : creșterea prețului locuințelor în Madrid și îmbunătățirea mijloacelor de transport (inaugurarea trenului de mare viteză) a situat orașul la 20 minute de capitala Spaniei, cea ce a provocat o creștere a populației toledane în ultimii ani. În 1991-59000 locuitori; 2006-77601 locuitori.
| Toledo: evoluția demografică între 1991 and 2006 |        |        |        |        |
| 1991                                             | 1996   | 2001   | 2004   | 2006   |
| 59,000                                           | 66,006 | 68,382 | 73,485 | 77,601 |

## Istoria

### Istoria antică
Prima așezare permanentă care se cunoaște în oraș sunt o serie de castre, pe ele s-a ridicat orașul celtiberic înconjurat de ziduri, unul dintre cele mai importante centre ale triburilor carpetane. Unul dintre aceste prime așezări era pe partea stângă a râului Tajo, resturile scoase la iveală din excavații arheologice pot fi observate în Muzeul-Spital din Santa Cruz în Toledo.
În anul 193 î.C., după o îndelungată rezistență, Marco Fulvio Nobilior cucerește orașul. Romanii reconstruiesc orașul și îl numesc Toletum, în provincia Cartaginense. Orașul dezvoltă o importantă industrie a fierului, ajungând chiar să bată monedă. Zona unde era așezat orașul a suferit un profund proces de romanizare, așa cum mărturisesc numeroasele așezări romane, în special lângă râul Tajo. Romanii au lăsat multe vestigii în Toledo, un important apeduct, astăzi distrus în totalitate.

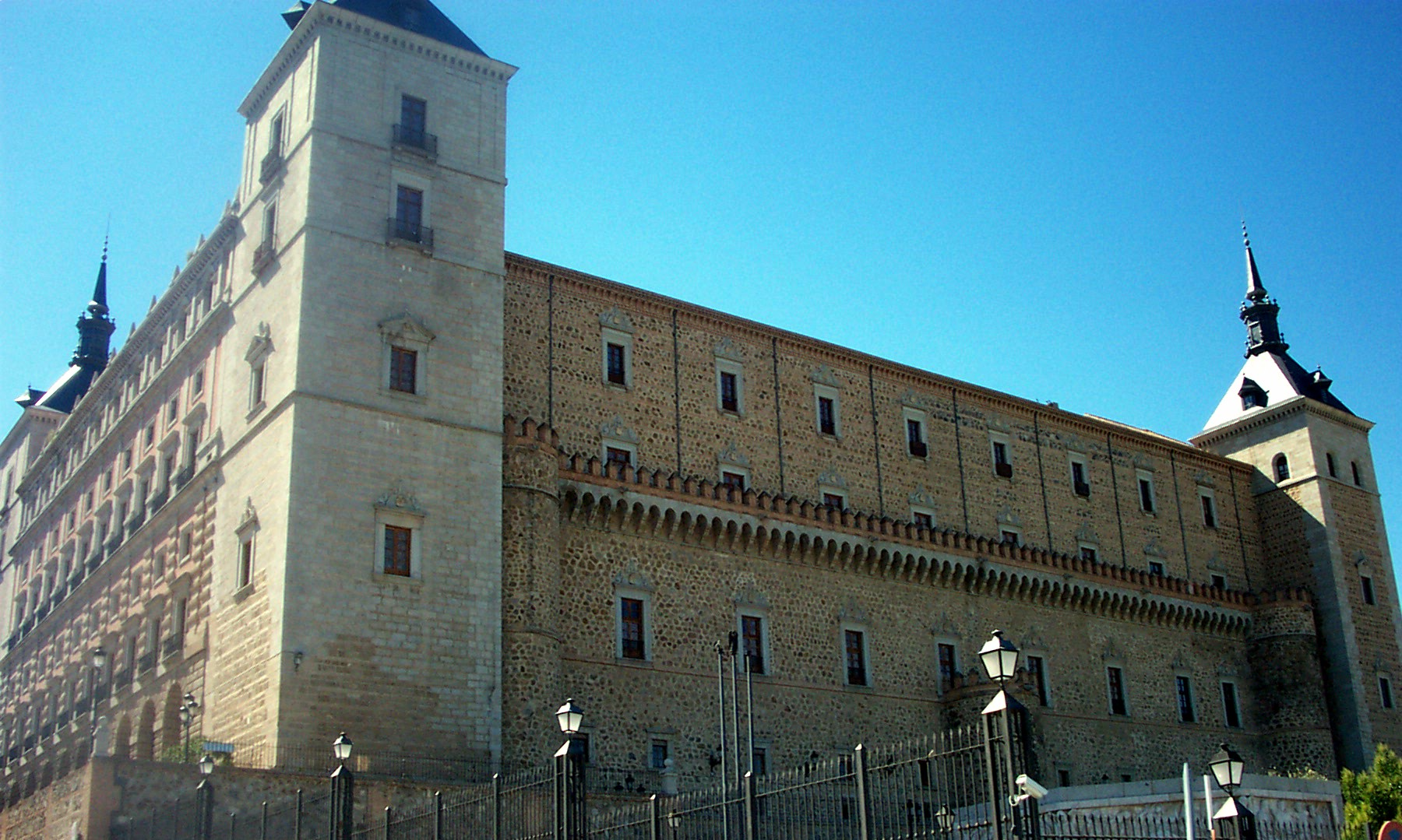
Edificiul Alcazar din Toledo.

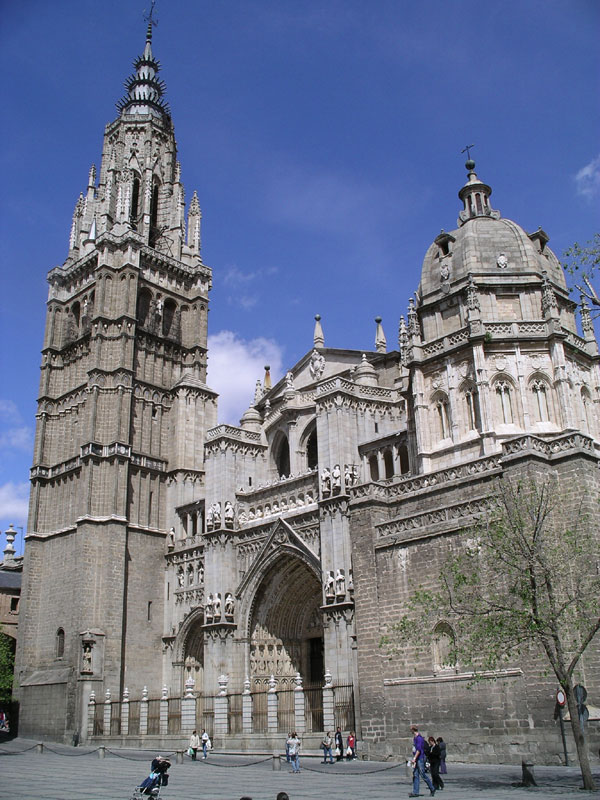
Catedrala din Toledo

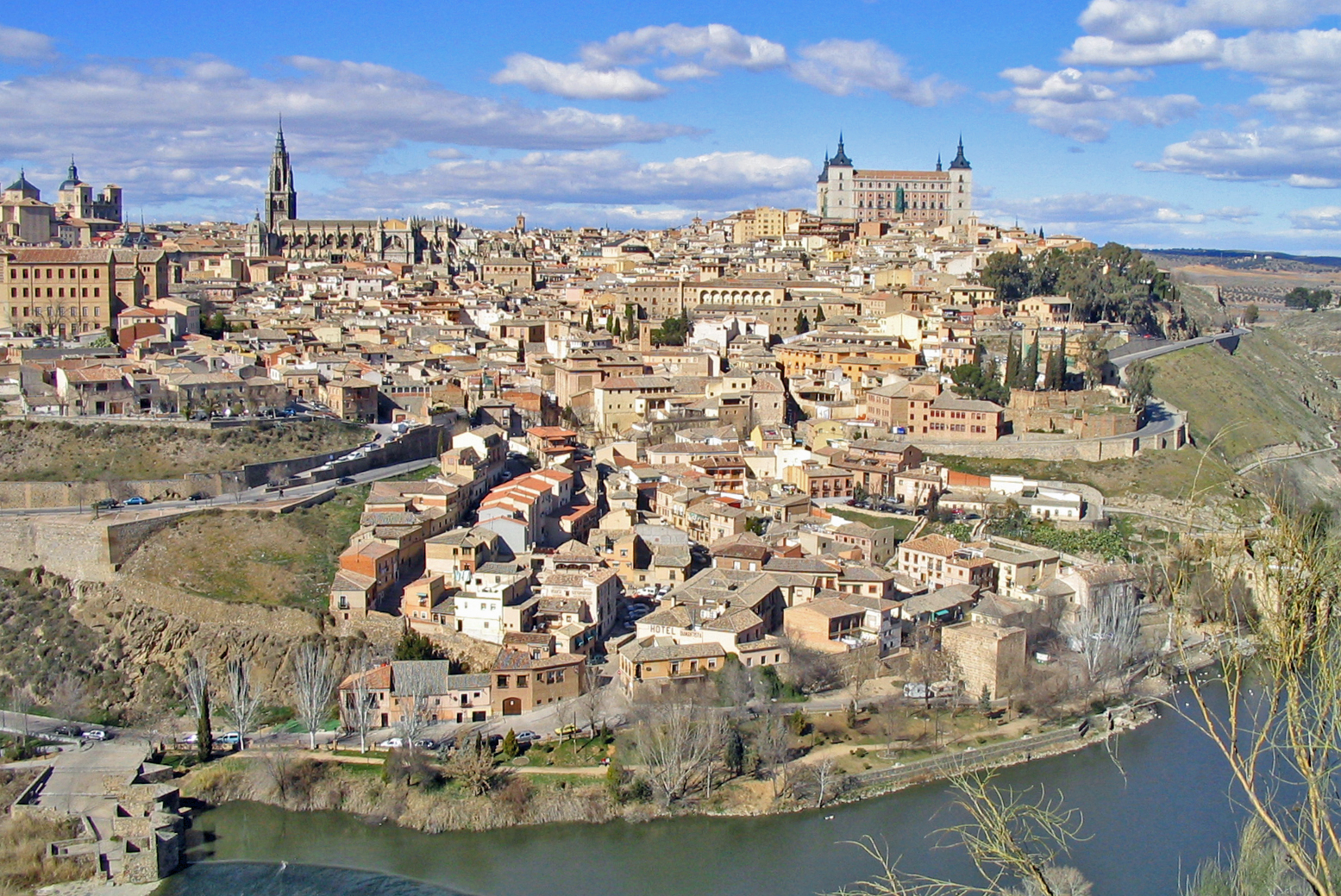
Vedere generală din Toledo.

### Istoria Medievală
După primele atacuri barbare, s-au reconstruit vechile ziduri de apărare; chiar și așa, orașul a fost cucerit în anul 411 de către alani, care au fost la rândul lor învinși de către vizigoți în anul 418. După ce Agila a fost învins, Atanagildo s-a stabilit în oraș, și cu Leovigildo, orașul s-a convertit în capitala regatului hispano-got având și un arhiepiscopat, devenind un mare centru civil și religios (ca dovadă sunt Conciliile din Toledo). Foarte aproape de Toledo, în satul Guadamur, s-a găsit Tezaurul de Guarrazar, excepționale coroane ale regilor vizogoți.
În anul 711 orașul a fost cucerit de Tarik și supus dominației musulmane, pierzând privilegul de a fi capitală, arabii l-au numit Tulaytulah (în arabă طليطلة).
Majoritatea populatieie era mozarabe (populație creștină sub dominație musulmană), cea ce a făcut ca zona să devină un focar de tensiune și îngrijorare pentru emirii din capitala califatului musulman Cordoba. În 797 sub domnia emirului Alhaken I, a izbucnit o revoltă contra capitalei Cordoba.
Emirul trimițând pe mula Amrús ben Yusuf (numit în cronicile creștine Amorroz) să supună orașul. Amrus a exterminat nobilimea locală cu o falsă ofertă de pace. Invitând pe toți nobilii la un banchet, fiecare invitat odata ce intra era asasinat și corpul aruncat într-un puț, eveniment numit Ziua fosei. În acest fel emirul a putut să mențină supuși pentru un timp spiritul rebel al toledanilor. Totuși aceștia au mai făcut revolte în 811 și 829, după moartea emirului.
Abd al-Rahman III a înăbușit slaba revoltă din iulie 932 după un asediu de doi ani, orașul a fost supus califatului de Cordoba. După dezintegrarea califatului (sec. XI), Toledo s-a convertit într-un regat Taifa, care a plătit tribut regilor creștini din Castilia pentru a-și menține independența.
La 25 mai 1085, Alfonso VI din Leon și Castilia intră în Toledo, după un acord cu Taifa care guverna regatul. Un acord de capitulare care garanta securitatea și bunurile materiale ale populației musulmane. Noul rege a dat drepturi minorităților: mozarabilor (Toledo era un important centru mozarab cu liturghie proprie, hispană-mozarabă, care încă se practica), drepturi pentru musulmani și evrei. După cucerirea orașului, a început o peroadă de înflorire: culturală, socială și politică. Școala de traducători din Toledo a cunoscut o mare splendoare între secolele XII și XIII, cât și operele de artă civile și religioase, care au lăsat o importantă urmă în oraș.
După cucerire, a fost tolerată practica religioasă a comunitătilor evreiești și musulmane, dar această toleranță nu a durat mult timp. Creștinii au construit o nouă catedrală în locul moscheii centrale, care la rândul ei se ridica pe ruinele unei catedrale vizigote.
În timpul războiului civil castelian, Toledo a luptat de partea lui Pedro I, și după ce a suferit un larg asediu, a fost cucerită în 1369. În timpul Evului mediu orașul a crescut devenind un centru industrial. În această activitate a participat de o formă activă și populația evreiască până la expulzarea ei în 1492.

### Istoria modernă
Regii catolici ai Spaniei au urbanizat și mărit orașul. În Catedrala din Toledo au fost proclamați Juana și Felipe Hermoso (Felipe cel Frumos) ca moștenitori ai coroanei castiliene în 1502.
În anul 1518 aici a fost întemeiată ce de a 5-ea universitate spaniolă,
Toledo a fost unul dintre primele orașe care s-au unit în revolta comunităților în 1520, cu șefi ca Lasso de Vega și Padilla. După înfrângerea lor în Villalar comunerii toledani, conduși de Maria Pacheco, văduva lui Padilla, au fost cei care s-au opus cel mai mult lui Carol Quintul până la capitulare în 1522, Toledo devenind capitala imperiului.
Posterior, după decizia lui Filip al II-lea de a transfera curtea regală la Madrid în anul 1563, orașul a pierdut mare parte din importanța politică și socială. Regresul industriei textile accentuând decadența orașului.
Constituția regalei Companii de Comerț și Industrie, în 1748, în cadrul renovațiilor dinastiei borbonice inspirate din Iluminism, au adus un nou avânt orașului, dar la jumătatea secolui XVIII orașul a decăzut din nou, având doar funcții administrative.

### Istoria Contemporană
După izbucnirea războiului civil spaniol, orașul a rămas în zona republicană. Edificiul numit Alcazar, sediul Academiei de Infanterie, a fost folosit de refugiu pentru rebeli sub comanda lui Coronel Moscardo, unde a rezistat din 21 iulie până la venirea trupelor generalului Varela (28 septembrie 1936). Edificiul (Alcazar), aproape distrus în asediu, a fost reconstruit în totalitate.
Orașul este ales oficial să fie capitală a Comunității Autonome Castillia-La Mancha, după o votare în 7 decembrie 1983. Până la alegeri, guvernul regional a însărcinat pe Jose María Barreda să conducă un proces de informare a populației, instituțiilor politice și asociațiilor culturale.

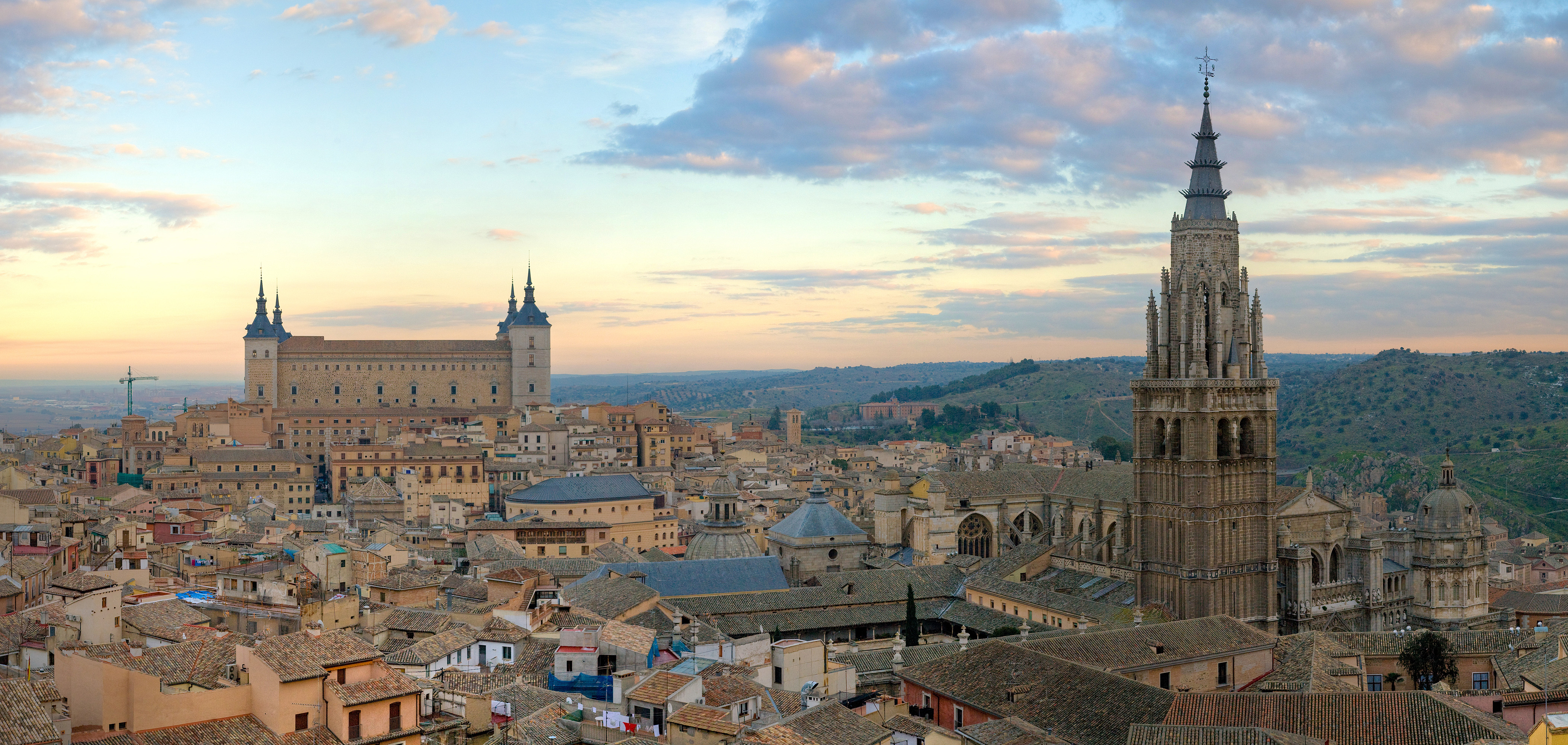
Vedere panoramica din orașul istoric Toledo.

## Artă și cultură
Toledo a ajuns la apogeu în epoca de califat islamic. Istoricul P. de Gayangos scrie: 

Oamenii de știință musulmani din această epocă nu au fost întrecuți în lume. Poate că în rândul lor au fost mai eroice fapte din Toledo.

Vechiul oraș este situat pe un vârf de munte cu 150 de grade vedere, înconjurat pe trei laturi de o cotitură a Râului Tagus, și conține multe situri istorice, inclusiv catedrala Alcázar (prima biserică din Spania), și Zocodover, o piață centrală. 
Din secolul al IV-lea până la al XVI-lea au avut loc treizeci de sinoade la Toledo.
Cele mai vechi, îndreptate împotriva Priscilienilor, asamblate în 400. La sinodul din 589, regele vizigotic Reccared a  declarat convertirea sa de la Arianism; la sinodul din 633 decretat uniformitatea Liturghie în întregul regat vizigotic care a luat măsuri stricte împotriva evreilor care s-au rebotezat în fosta lor credință. Conciliul din 681 a asigurat arhiepiscopului din Toledo primatul în Spania.

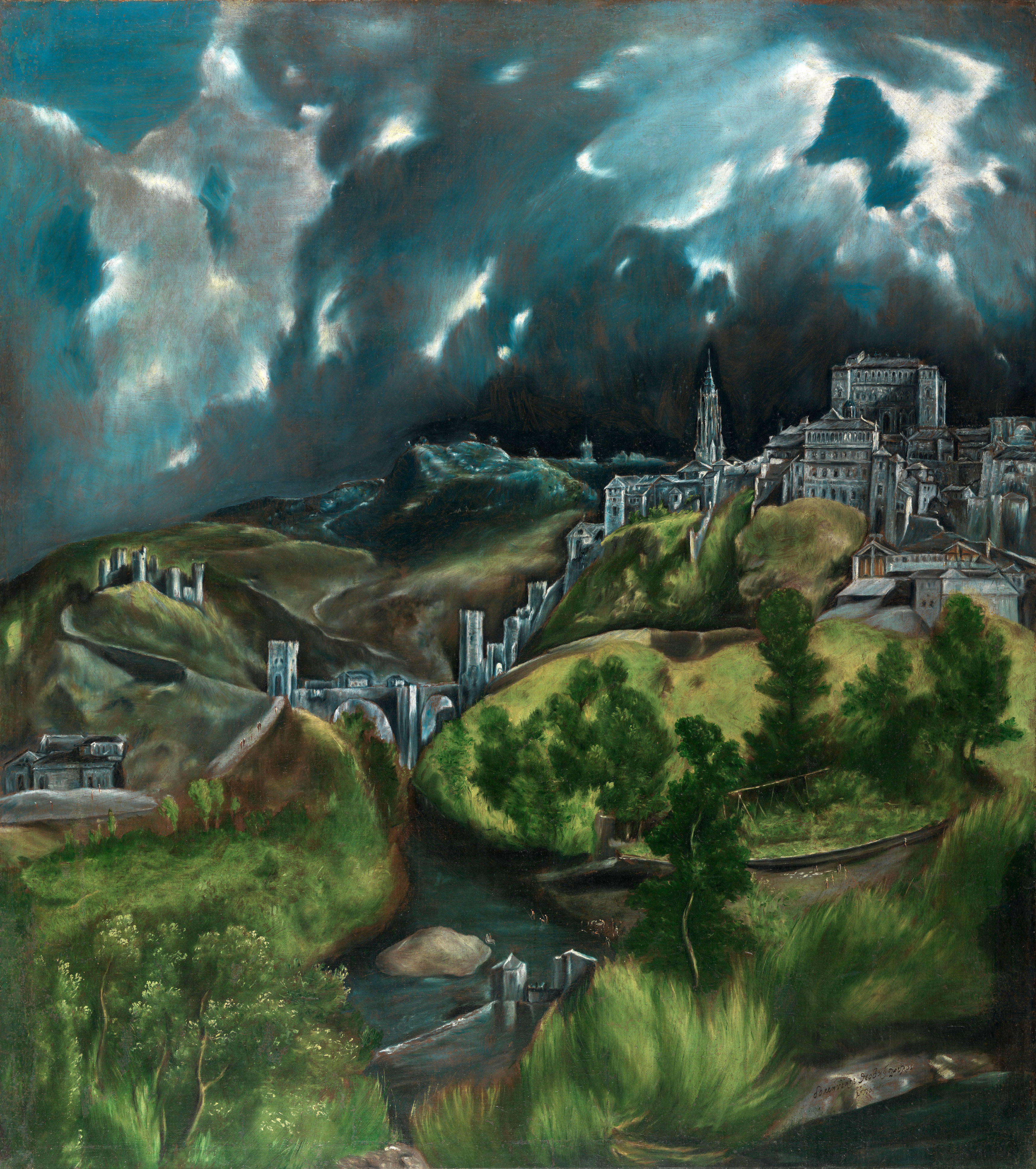
Vedere din Toledo El Greco anul 1600

Deciziile conciliului de la Toledo au fost codificate în Decretum Gratiani și au exercitat o influență importantă asupra dezvoltării legii ecleziastice. Un alt sinod a avut loc din 1565-1566, cu scopul receptării hotărârilor Conciliului din Trento. Ultimul sinod care a avut loc la Toledo, 1582-1583, a fost ghidat în detaliu de către Filip al II-lea al Spaniei.
Toledo a fost renumit pentru toleranță religioasă și a avut mari comunități de musulmani și evrei, până când au fost expulzați din Spania în 1492 (evreii) și 1502 (musulmanii). Orașul de azi conține monumente religioase în Sinagoga de Santa Maria la Blanca, la Sinagoga del Tránsito, Moscheea de Cristo de la Luz și Biserica San Sebastián, datând dinaintea expulzării, încă menținute în stare bună. Printre evrei, în diferite dispore, numele familiei Toledano este încă predominant - care indică o ascendență urmărită înapoi la acest oraș.
În secolul al XIII-lea, Toledo a fost un important centru cultural sub îndrumarea lui Alfonso al X-lea, numit "El Sabio" ( "Înțeleptul") datorită iubirii sale pentru învățătură. Programul de traduceri, început sub arhiepiscopul Raymond de Toledo, a continuat să aducă în Europa vaste cunoștințe de redare mare de lucrări academice și filosofice în arabă și în latină. Palacio de Galiana, construit în stil Mudéjar, este unul din monumentele care rămân din acea perioadă.
Catedrala din Toledo (Catedral de Toledo) a fost construită între 1226-1493 și modelată după Catedrala Burgos, deși combină unele caracteristici ale stilului Mudejar. Este cunoscută pentru încorporarea de lumină și caracteristici ale altarului baroc numit El Transparente, cu mai multe povestiri despre mare, cu figuri fantastice de stuc, picturi, piese turnate din bronz, și mai multe culori de marmură, o capodoperă a medievalului amestecat de Narciso Tomé, pentru un efect doar câteva minute de la un puț de lumină de la această facilitate a catedralei derivând numele său. Două poduri notabile securizează accesul la Toledo peste Tajo, la Puente de Alcantara și mai târziu construit Puente de San Martin. 
Toledo a fost casa lui El Greco în ultima parte a vieții sale, și este subiectul celor mai faimoase picturi, inclusiv Îngroparea Contelui de Orgaz, expuse în Biserica din Santo Tomé. 
În plus, orașul a fost renumit în întreag Evul Mediu și în societatea de astăzi ca un important centru pentru producția de săbii și alte instrumente cu lamă.

## Monumente
- Castelul de San Servando
- Catedrala Santa Maria (gotică, sec. al XIII-lea)
- Mănăstirea San Juan de los Reyes (gotică, sec. al XV-lea)
- Muzeul-Spital Santa Cruz renascentist sec. XVI
- Sinagoga de Transito
- Spitalul de Tavera- Muzeul Duque de Lerma (renascentist sec.XVI)
- Biserica Santiago de Arrabal artă mudejar
- Biserica de Santo Tome(arta Mudejar, sec. XIV, posedă Îmormântarea Contelui de Orgaz de El Greco
- Cristul Luminii, mica moschee făcută în anul 999, posterior mărită cu o absidă de artă mudejar pentru a fi transformată în biserică.
- Moscheeia de Tornerias sec. XI
- Alcazar sec XVI-XX
- Poarta Soarelui artă Mudejar sec.XIII
- Poarta Nouă de Bisagra( De  Alonso de Covarrubias sec.XVI pe fundație arabă.
- Poarta Veche de Bisagra Poarta de Alfonso VI
- Poarta Cambron sec. XVI
- San Roman Muzeul Conciliilor și cultura vizigotă.
- Schitul Cristului de la Vega artă mudejar sec. XI
- Podul din Alcantara
- Podul din San Martin
- Posada de la Hermandad (Hanul frăției)
- Poarta Vado
- Teatrul Rojas
- Piața de Zocodover
- Mânăstirea San Domingo Vechiul
- Circul Roman
- Casa Temple fostă proprietate a Ordinul Templierilor
- Turnul din Almofala
- Mânastirea Madre de Dios
- Palatul din Amusco
- Palatul Arhiepiscopal
- Mânăstirea San Pedro Martir

## Personalități
- Doménikos Theotokópoulos El Greco, pictor
- Garcilaso de la Vega poet
- Juan de Padilla comunero
- María de Pacheco nobilă casteliană și comuneră
- Juanelo Turriano matematician
- Victorio Macho sculptor
- Rafael Canogar pictor
- Alberto Sánchez Perez pictor și sculptor
- Felix Urabayen creator literar
- Ricardo Arredondo pictor
- Mariano Salvatierra sculptor
- Alfonso X el Sabio rege
- Alfonso VI de León y Castilla rege
- Francisco Cervantes de Salazar scriitor
- Francisco de Rojas Zorrilla dramaturg
- Jacinto Guerrero
- Julio Rey atlet
- Federico Martín Bahamontes ciclist
- Jose Luis Gonzalez atlet
- Luis Moreno Nieto ziarist și cronist oficial

## Turnuri gemene — Orașe surori
Toledo este "înfrățit" with:
| - Agen, Franța (din 22 iunie 1973) - Aachen, Germania (din 13 octombrie 1984) - Corpus Christi, Statele Unite ale Americii (din 5 septembrie 1989) - Damasc, Siria (din 19 aprilie 1994) - Guanajuato, Mexic (din 20 octombrie 1978) |  | - Havana, Cuba (din 2006) - Nara, Japonia (din 11 septembrie 1972) - Safed, Israel (din 8 septembrie 1981) - Toledo, Statele Unite ale Americii (din 1931) - Veliko Tarnovo, Bulgaria (25 martie 1983) |

## Galerie

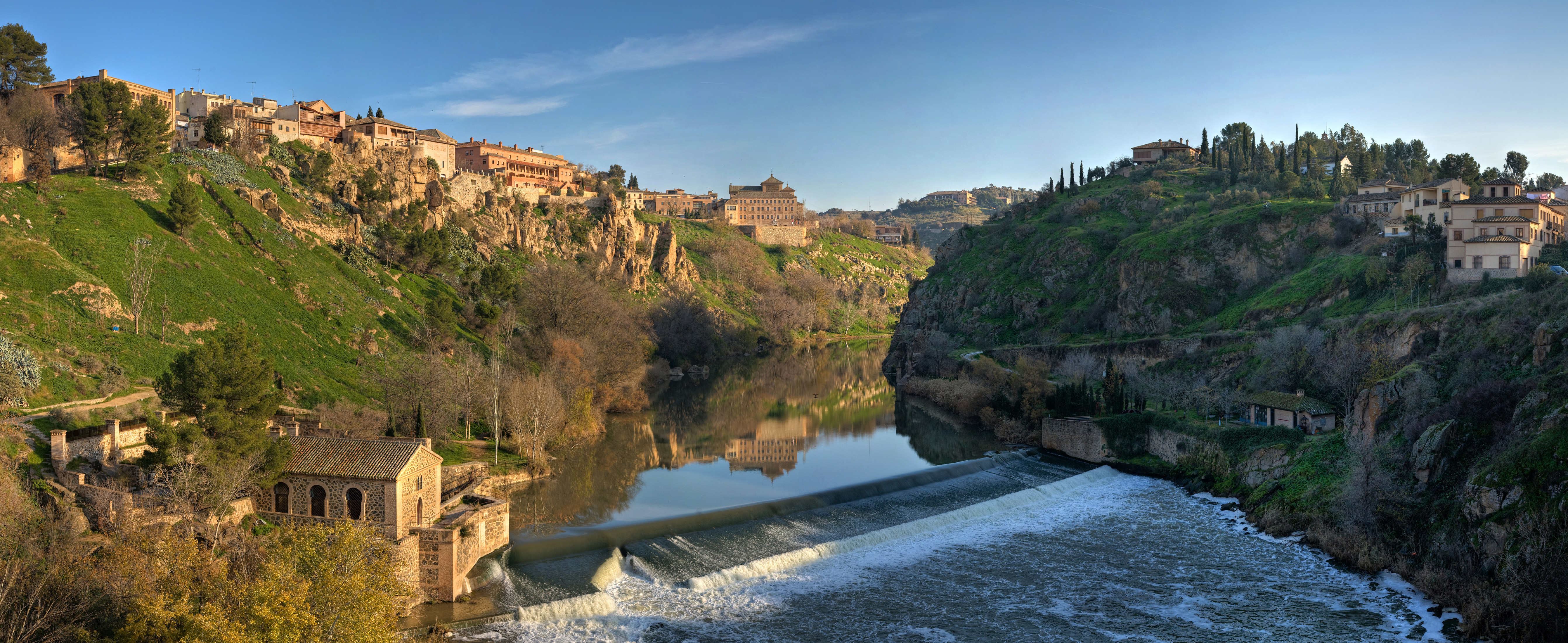
Vedere a râului Tajo în zona orașului Toledo
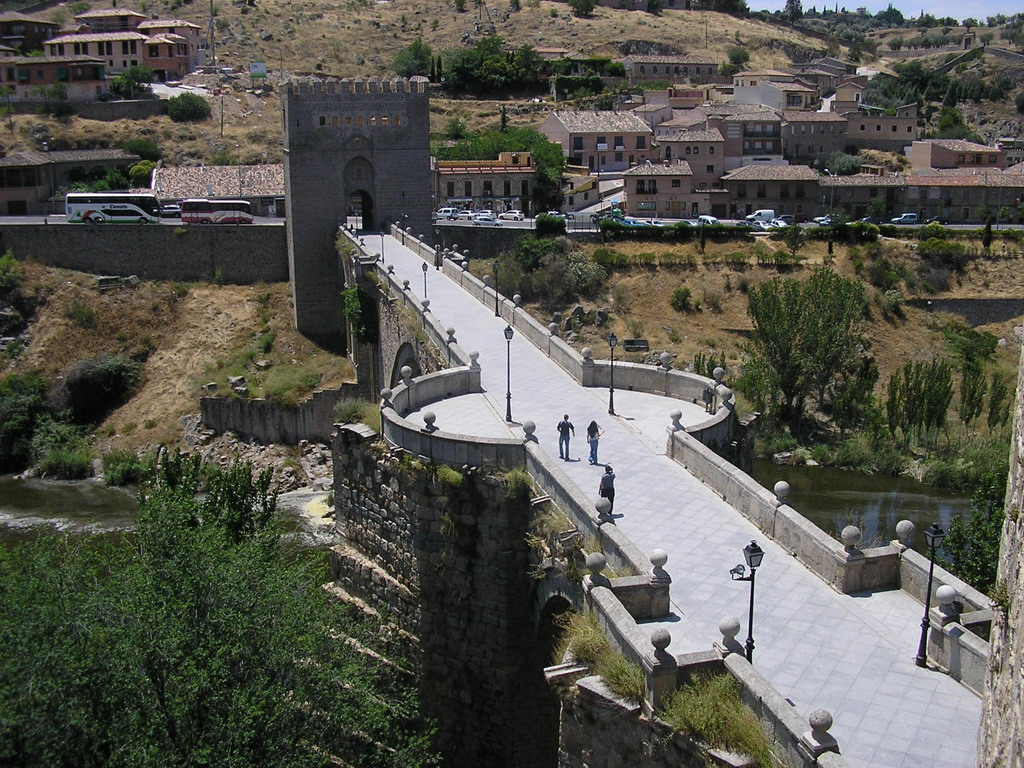
Podul San Martín peste râul Tajo
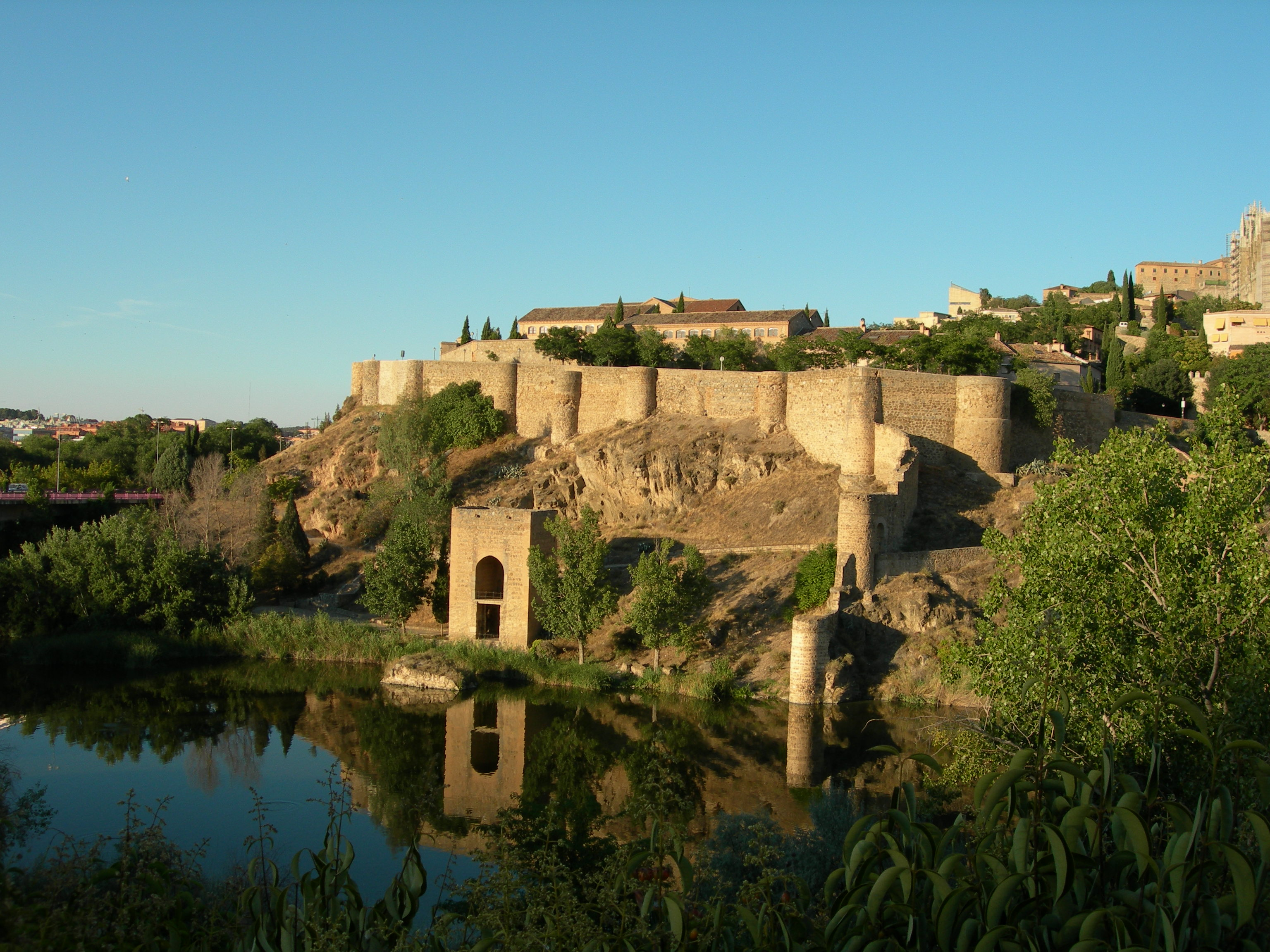
Vedere a zidurilor vechi ale orașului Toledo — august 2006
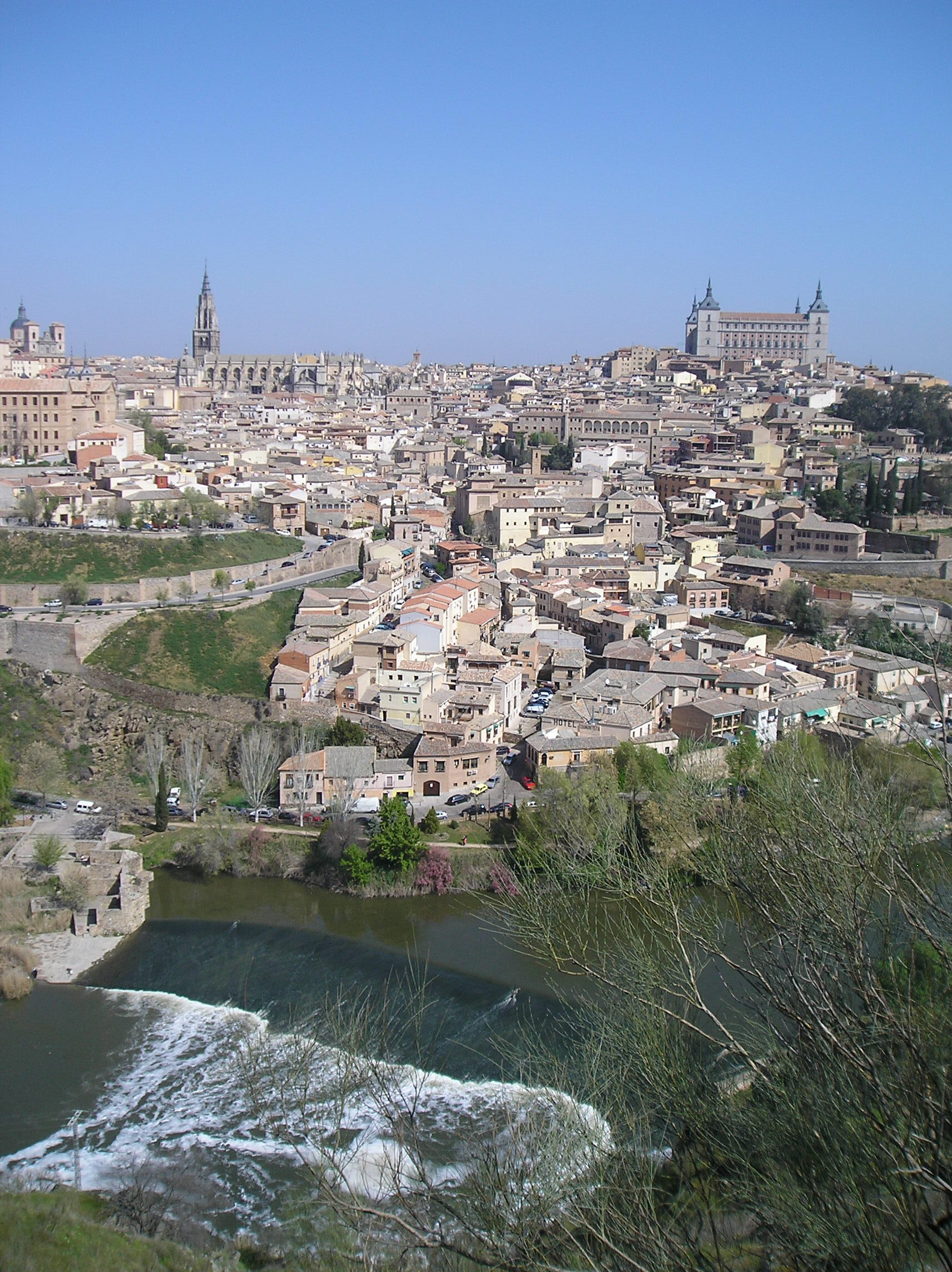
Orașul vechi Toledo văzut de pe malul opus al râului Tajo, aprilie 2007